# Танковий мостоукладач

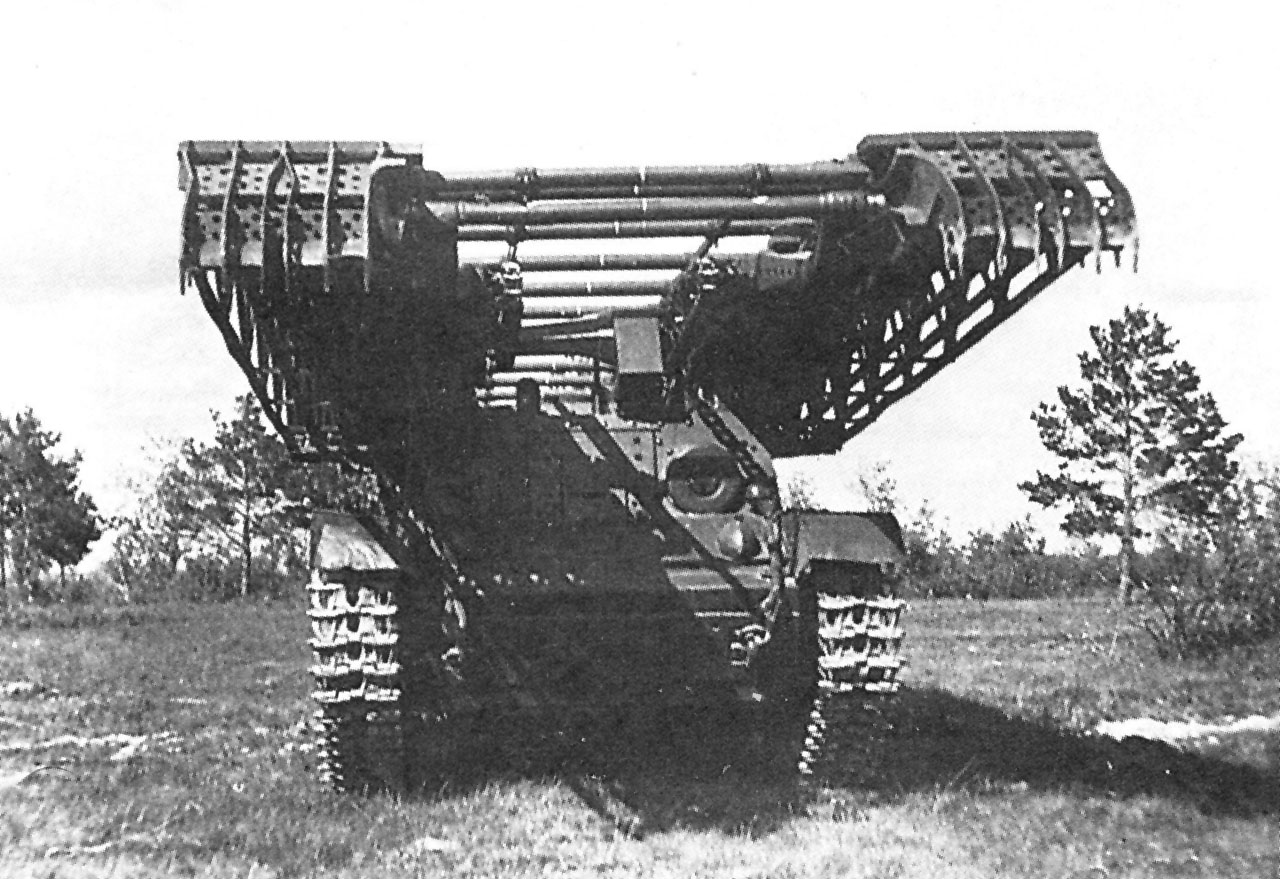
ІТ-28, один з перших у світі танкових мостоукладачів

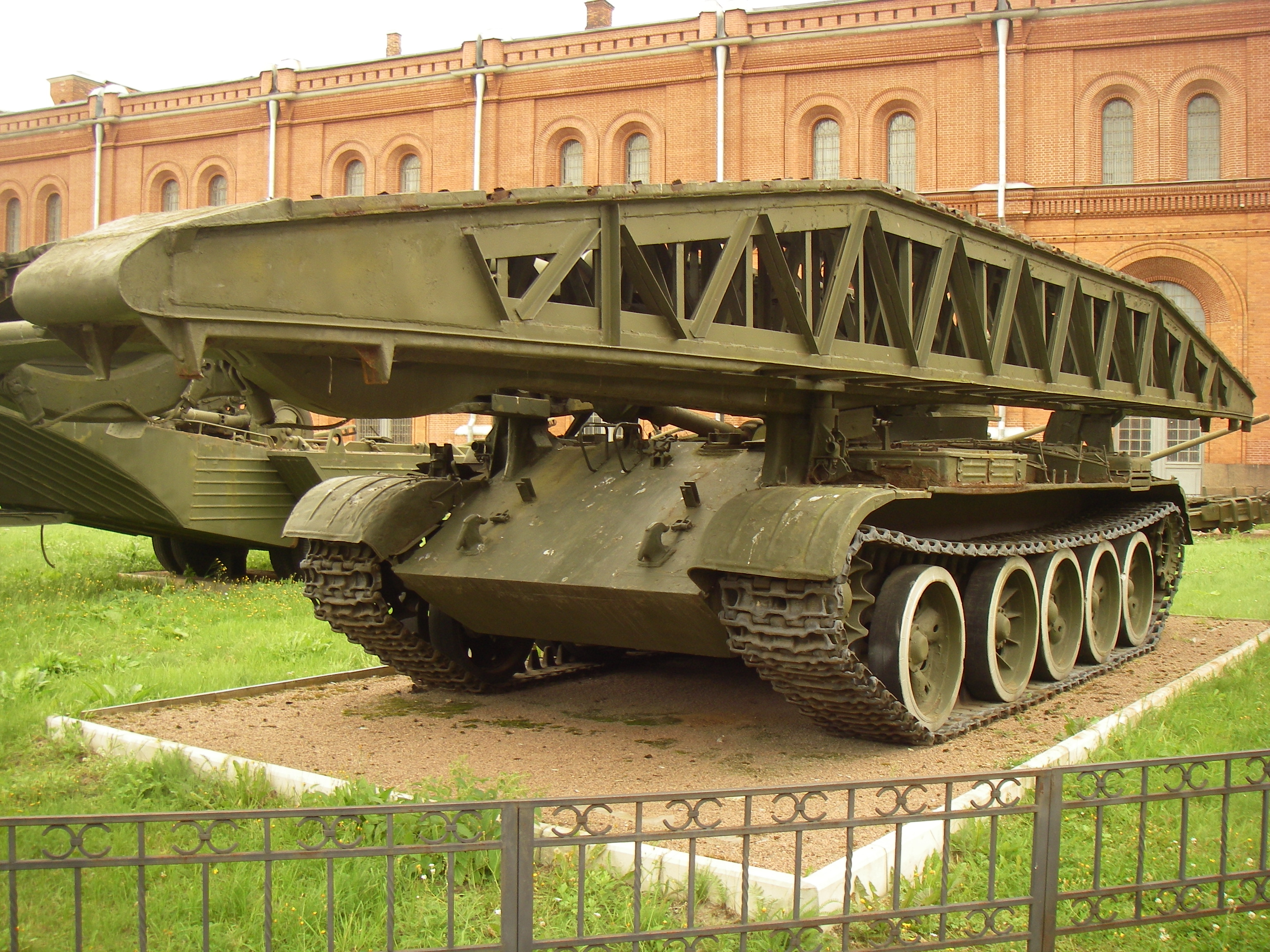
МТУ, перший танковий мостоукладач, що випускався великосерійно в СРСР.

Танковий мостоукладач, Мостовий танк — спеціальний танк, броньована інженерна машина (мостоукладач) на базі танкового шасі, що призначається для транспортування, а також встановлення та зняття за допомогою вбудованих механізмів мостової конструкції в бойовій обстановці з метою забезпечення просування танків та інших бойових машин.
Усі робочі операції виконуються машиною дистанційно, без необхідності виходу екіпажу. Мостова конструкція танкових мостоукладачів в залежності від конкретної моделі машини може бути виконана нескладаною або складаною (так звані «ножиці»), суцільною або колійною. Довжина нескладаних мостів досягає 10 — 14 метрів, складаних — понад 20 метрів. Відповідні сучасному визначенню танкового мостоукладача машини з'явилися ще уміжвоєнний період, проте єдиної класифікації вони не мали і позначалися як «мостові», «саперні» чи «інженерні» танки.

## Історія

### Міжвоєнний період

#### СРСР
У СРСР у міжвоєнний період розроблялася значна кількість проектів інженерних машин на базі основних танків, що мали всі основні риси сучасних танкових мостоукладачів, на базі шасі Т-18, Т-26 (СТ-26 — саперний танк (мостоукладач)) (1932—1930)..) озброєння: кулемет ДТ, випущена 71 машина різних систем, включаючи 6 дослідних.), Т-27, Т-28 (ІТ-28), БТ-2 (БТ-2 саперний) і БТ-5. Жоден з проектів не вийшов за межі створення дослідних зразків і на озброєння не приймався.

### Друга світова війна

#### Німеччина
У 1940 році нацистською Німеччиною був створений мостоукладач Brückenleger IV на базі середнього танка PzKpfw IV. Машина була випущена малою серією в 20 екземплярів і істотного впливу на перебіг бойових дій не мала.

#### Великобританія та США

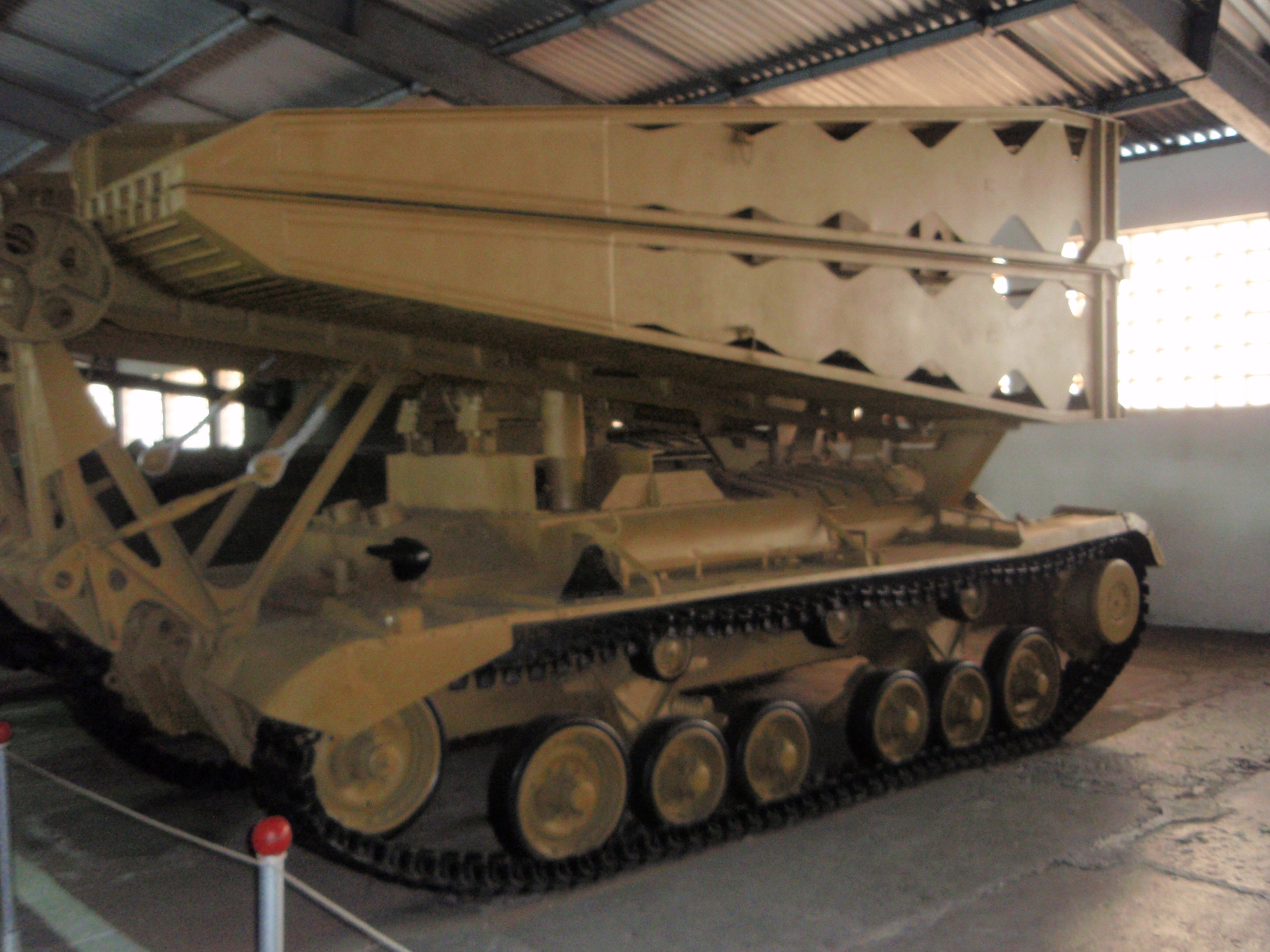
Британський мостоукладач Mk.III (Valentine Bridgelayer). Бронетанковий музей у Кубинці. 2009

Під час Другої світової війни в арміях Союзників набули поширення імпровізовані машини, що створювалися на базі серійних танків «Черчілль» та «Шерман» і за застосуванням аналогічні сучасним танковим мостоукладачам. Мостова конструкція жорстко кріпилася на даху корпусу такого мостоукладача, і для встановлення машина повинна була розташуватися на дні перешкоди, граючи роль проміжної опори. «Валентайн»-мостоукладач (англ. Valentine Bridgelayer) був спеціалізованим варіантом «Валентайна», позбавленим башти та обладнаним 9-метровим мостом 30-тонної вантажопідйомності, що розкладався за схемою «ножиці». У 1942—1943 роках вироблено 192 мостоукладачі на базі «Валентайна», які активно використовувалися в Італії, Північно-Західній Європі та Бірмі.

#### СРСР
25 «Валентайнів»-мостоукладачів надійшло в СРСР по Ленд-лізу в 1944.
Мостоукладачі на базі «Валентайна» використовувалися в РСЧА на Далекому Сході під час настання радянських військ у Маньчжурії. У складі 1-го Далекосхідного фронту було дві роти мостоукладачів по 10 Валентайн-Бріджлейер.

### Післявоєнний період
Сучасна концепція танкових мостоукладачів остаточно оформилася в 1950-і — 1960-і роки, коли в СРСР були створені машини спеціальної розробки, що увійшли до великосерійного виробництва, і без істотних змін збереглася до теперішнього часу.

## Галерея

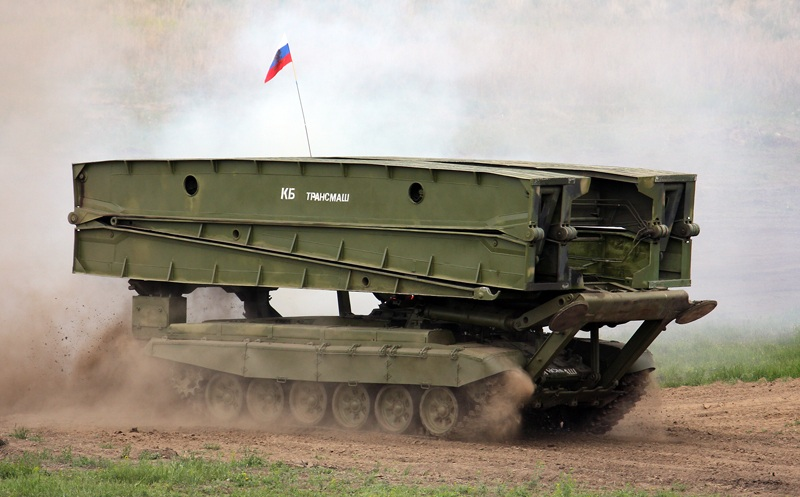
МТУ-90
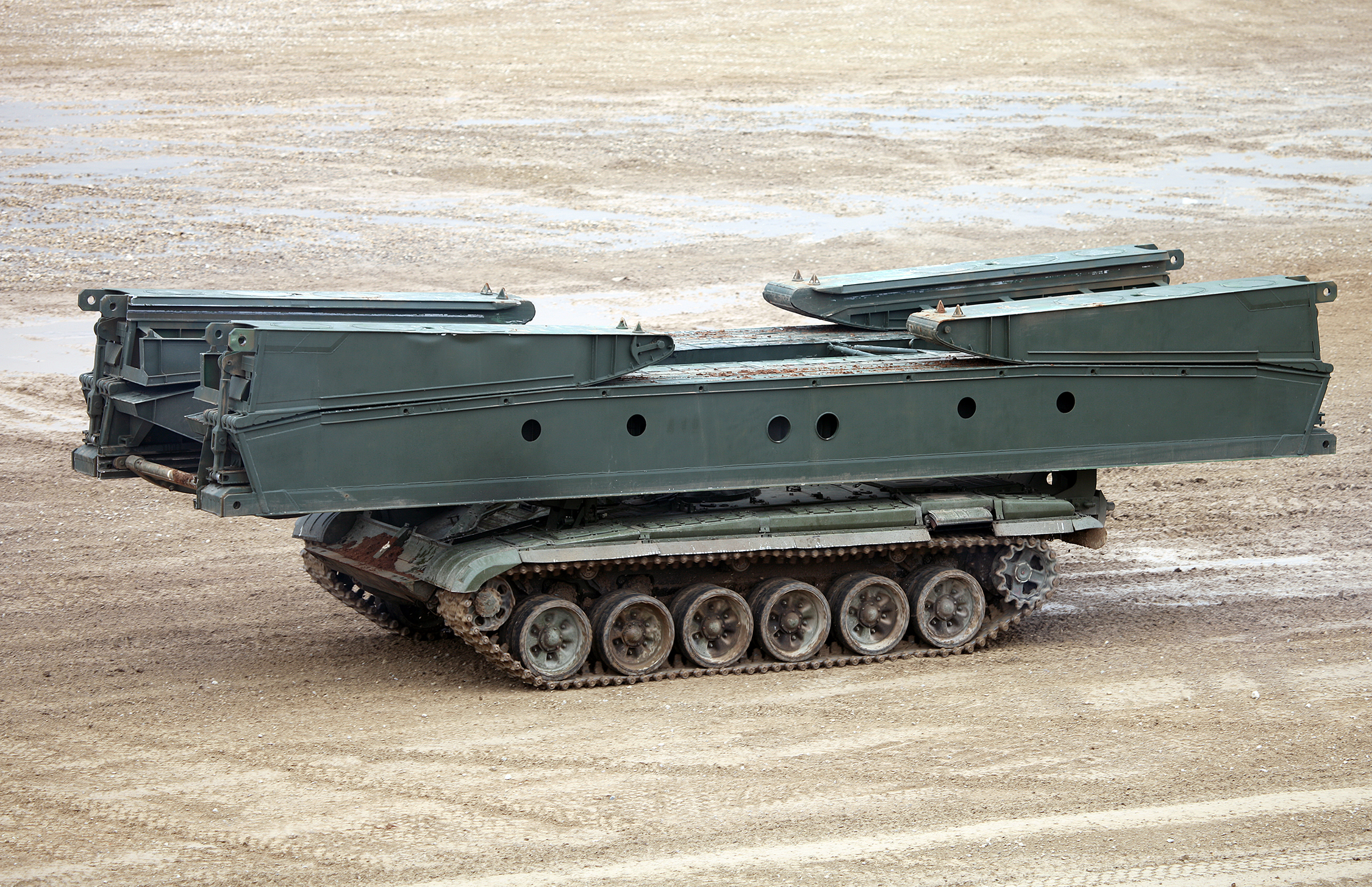
МТУ-72
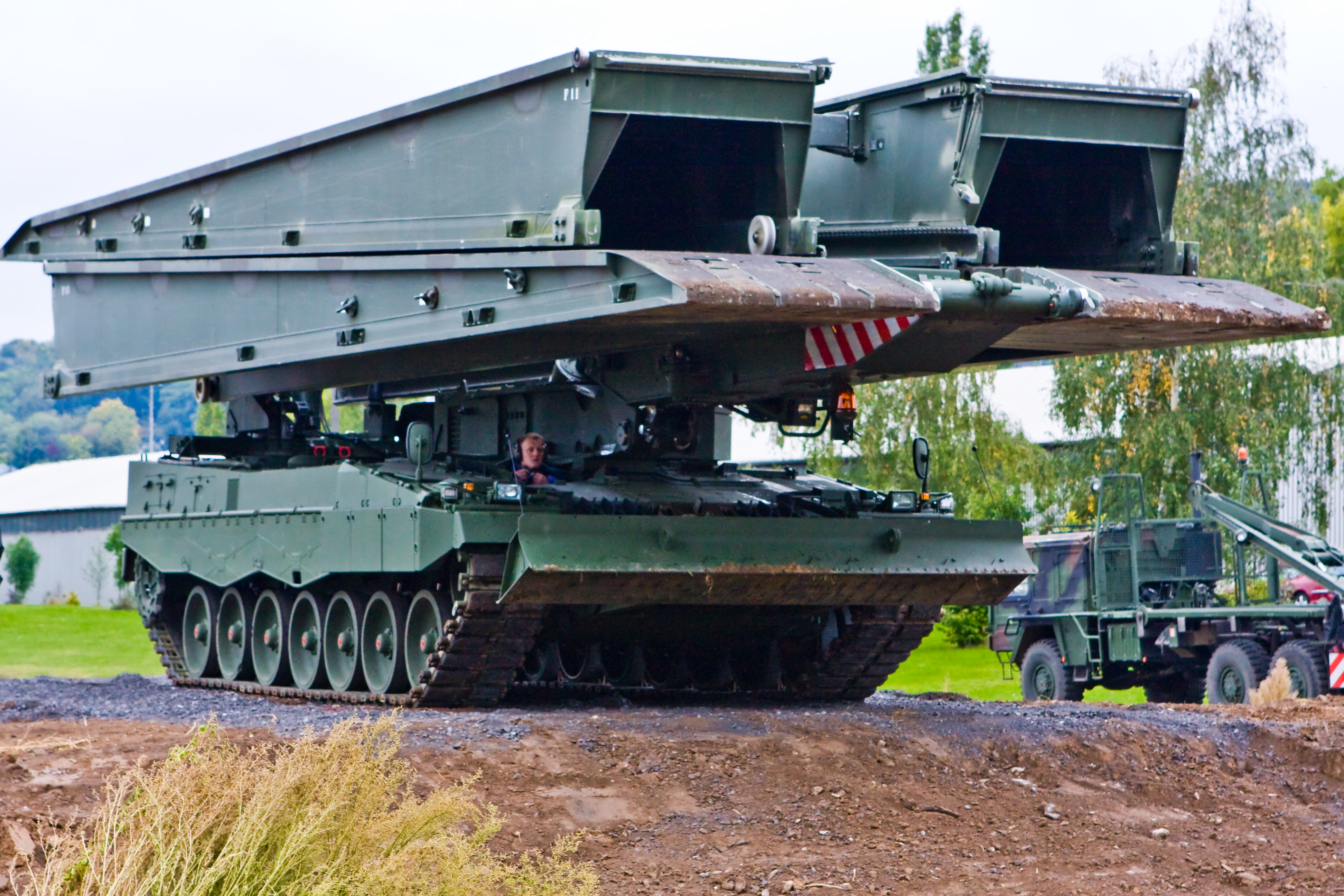
Leopard 2L (Panzerschnellbrucke 2) на базі Леопард 2
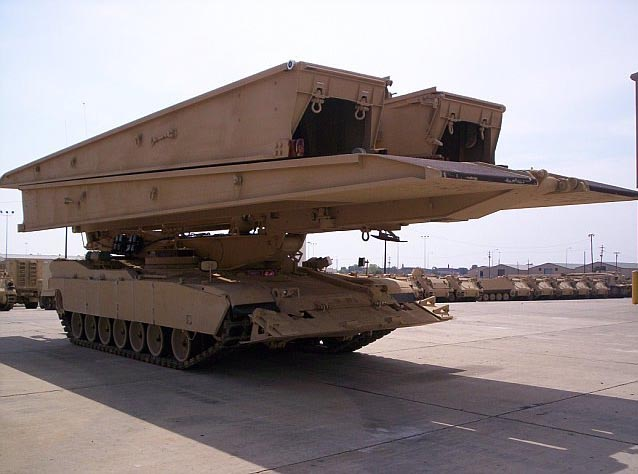
Wolverine HAB (M104 Wolverine) на базі танка Абрамс
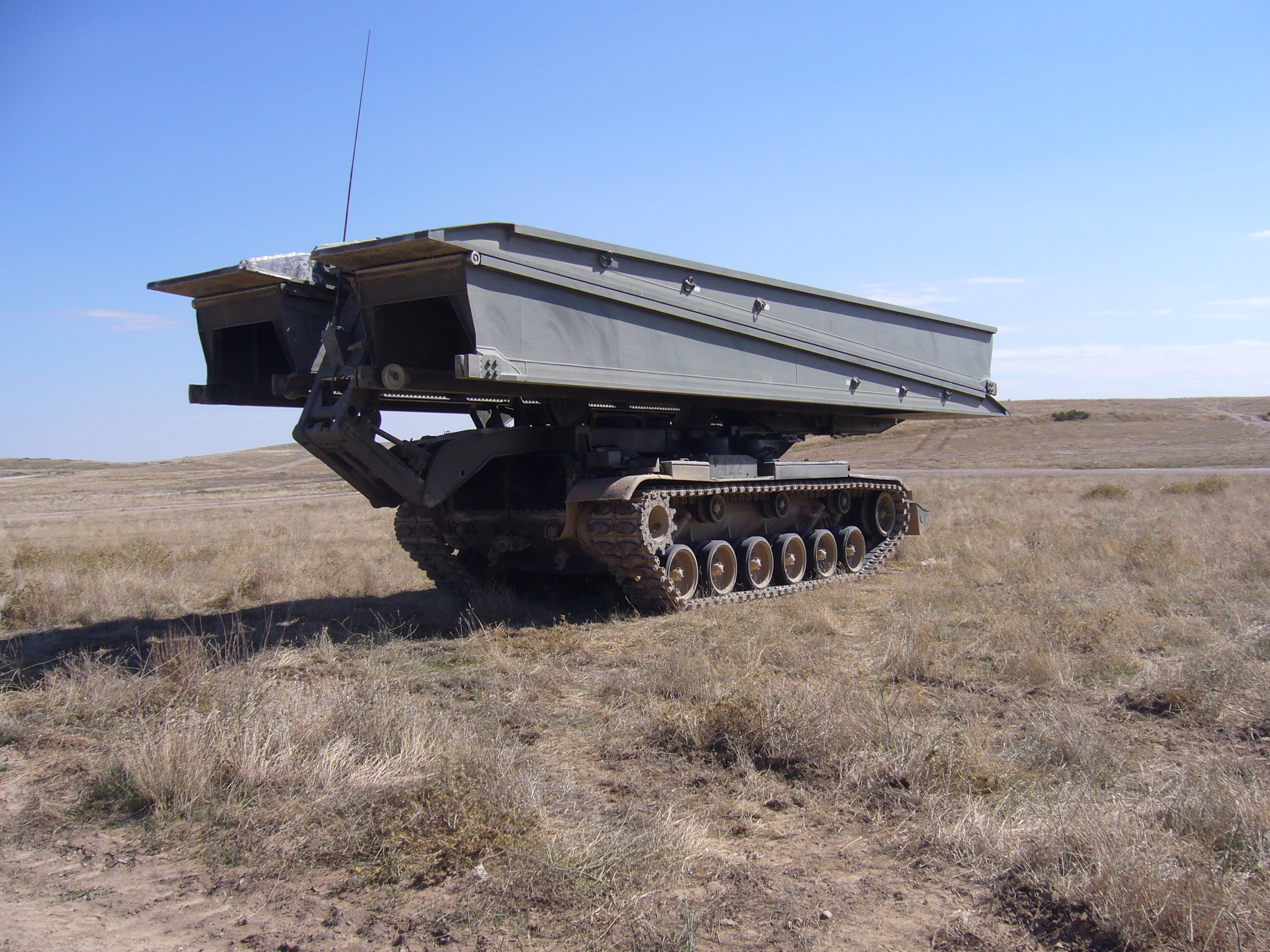
M60 AVLB на базі М60
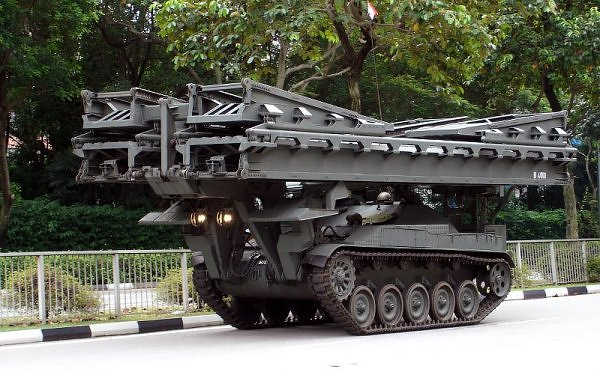
AMX-13 PDP на базі AMX-13
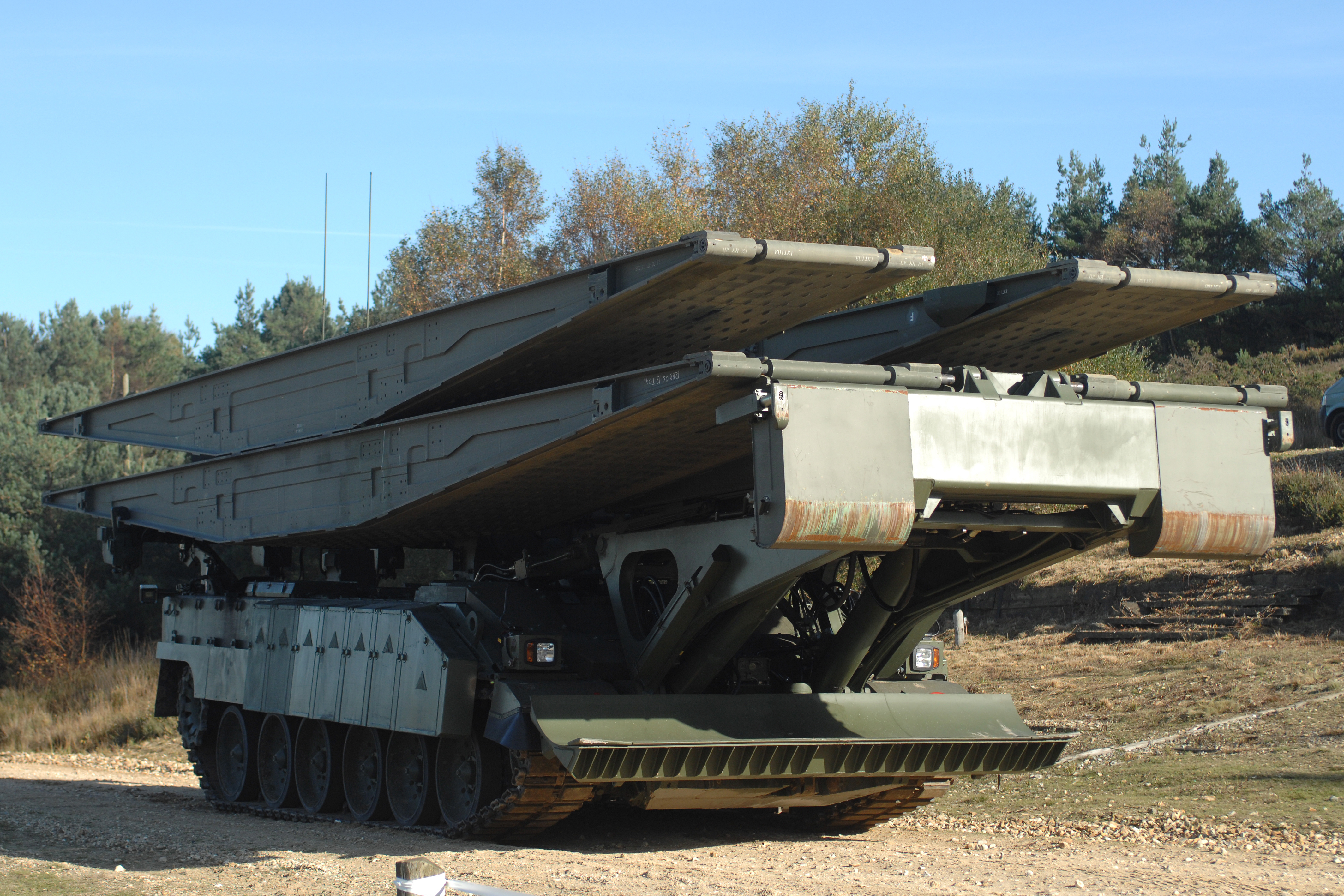
Titan AVLB на базі Челленджер 2
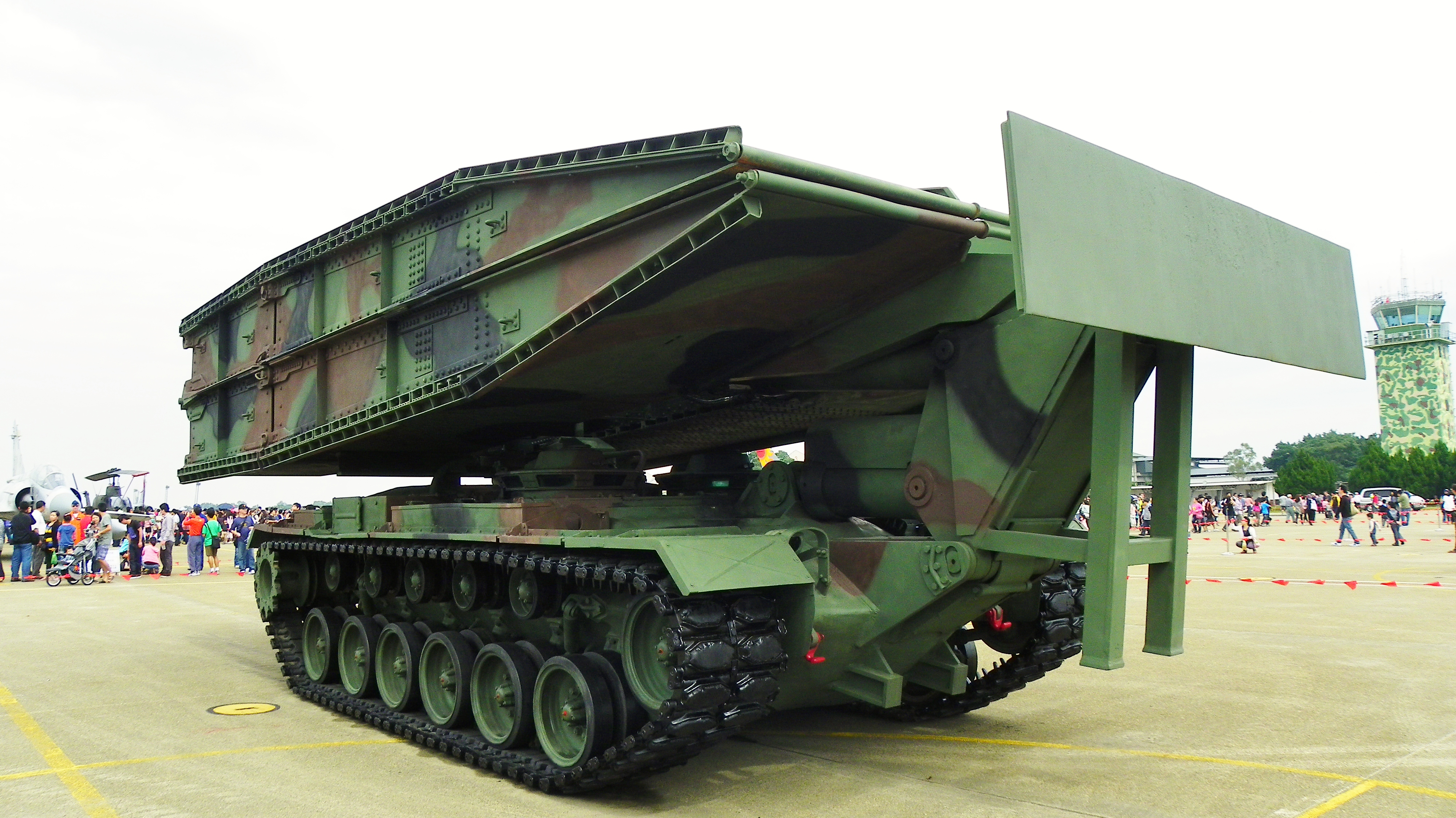
M48A5 AVLB на базі М48
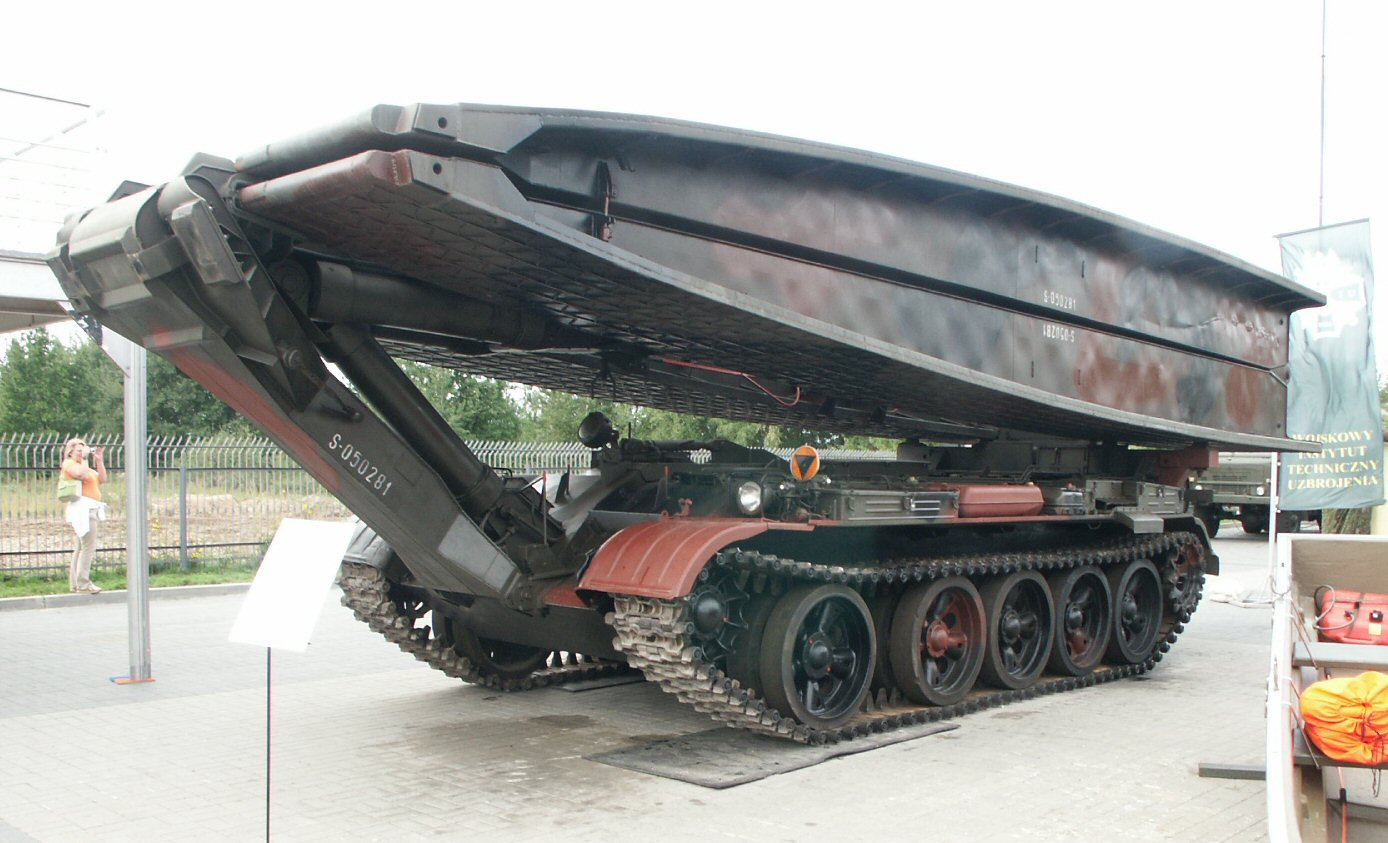
BLG-67M2 на базі Т-55
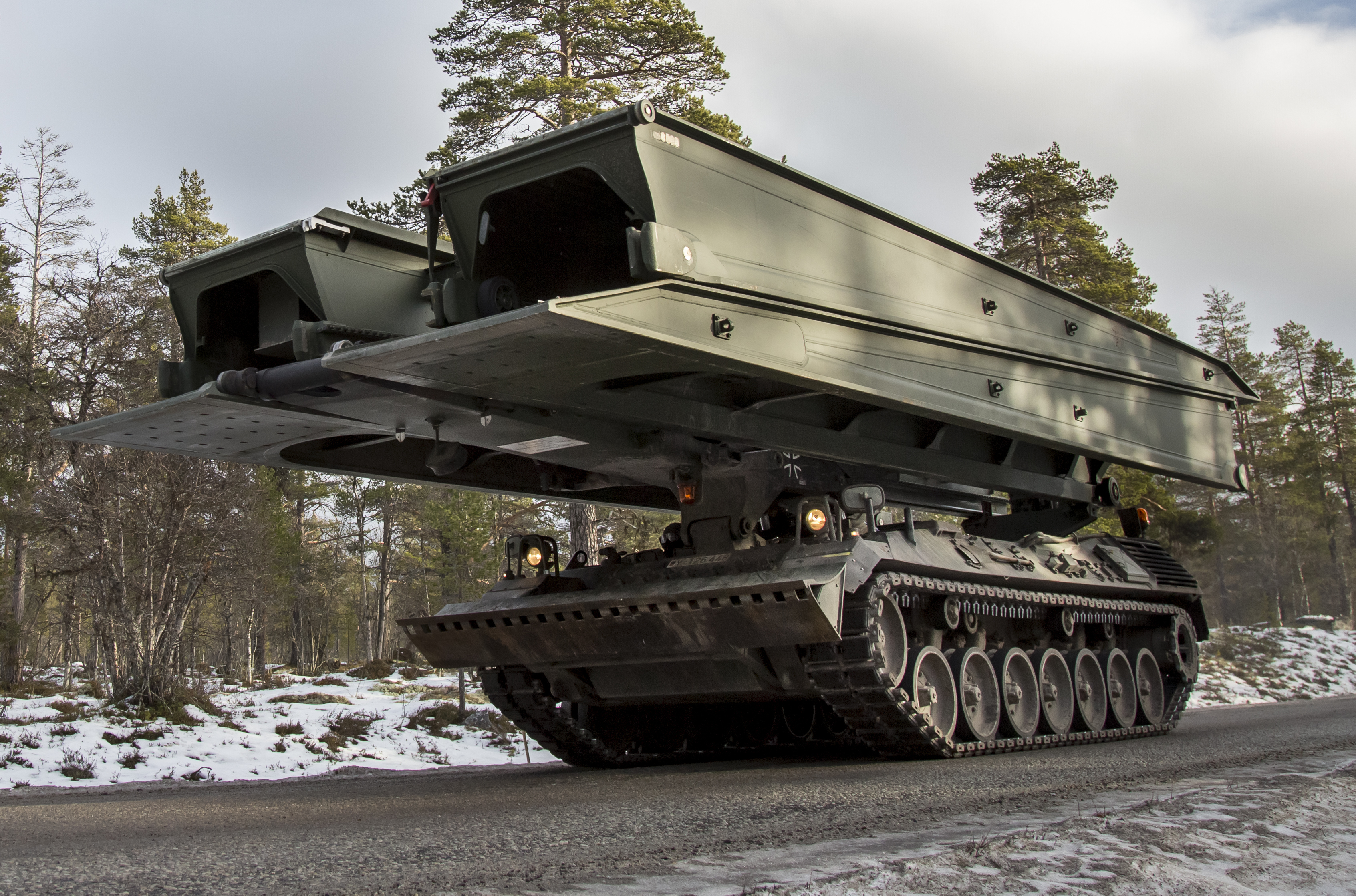
Biber на базі Леопард 1
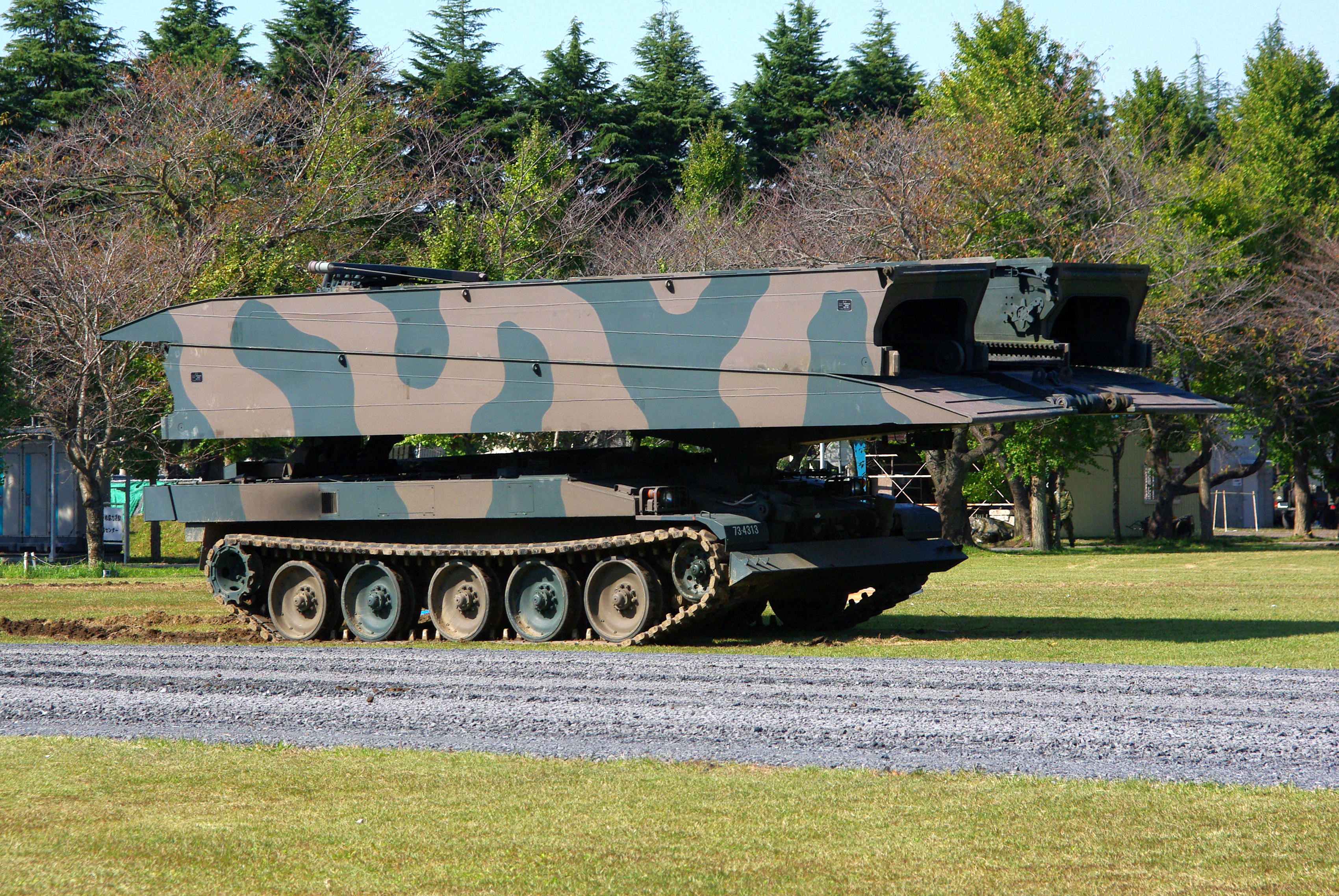
Тип 91 на базі Тип 74
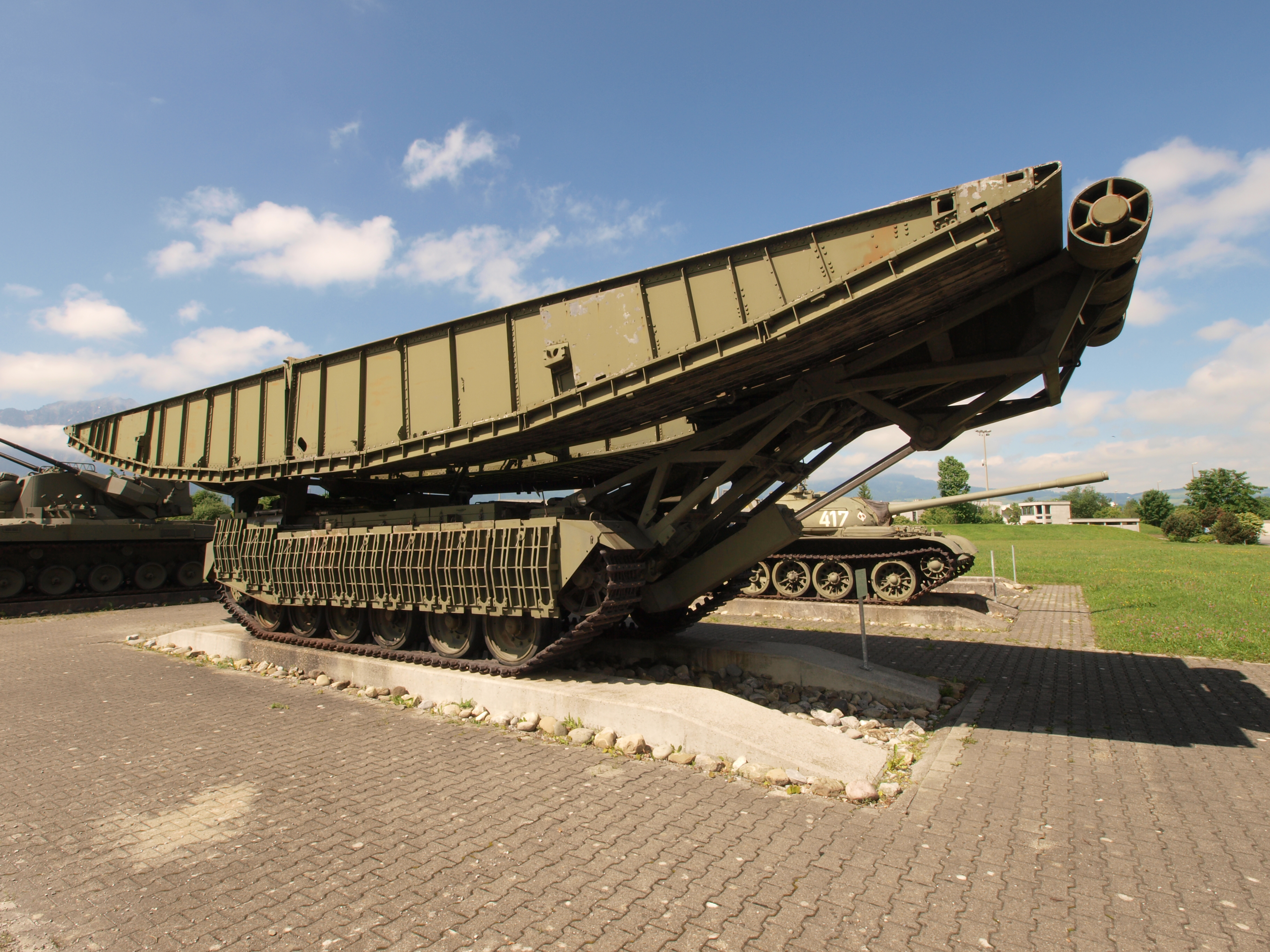
Centurion AVLB на базі Centurion